# 聖地牙哥奇馬爾特南戈
聖地牙哥奇馬爾特南戈（西班牙語：Santiago Chimaltenango），是危地馬拉的城鎮，位於該國西北部，由韋韋特南戈省負責管轄，面積17平方公里，海拔高度2,058米，2002年人口5,811，人口密度每平方公里341.82人。
15°28′N 91°43′W / 15.467°N 91.717°W